# بريتني سافاج
بريتني سافاج (بالإنجليزية: Brittney Savage)‏ هي مصارعة محترفة أمريكية، ولدت في 29 أبريل 1987 في بروكلين في الولايات المتحدة.

## وصلات خارجية
- بريتني سافاج على موقع CageMatch worker (الإنجليزية)
- بريتني سافاج على موقع قاعدة بيانات المصارعة على الإنترنت (الإنجليزية)

- الموقع الرسمي